# تقانة اللغة
تِقنيةُ اللَّغة ، والتي تُعرفُ غالباً بِـ تقنيةِ اللُّغَة البَشريَة (بالإنجليزية HLT اختصاراً لِـHuman Language Technology) والتي تبحث طُرُقاً لكيفيةِ قيامِ برمجياتِ الحاسب أو الأجهزة الإلكترونية بتحليل النصوص المكتوبة بواسطة البشر وإخراجها وتعديلها أو الاستجابة نحوها.
يستلزم العمل بـتقنية اللُّغة -في الغالب- اطلاعاً واسعاً لا يقتصر على علمِ اللسانيات فقط، بل ويتعدى ذلك إلى الإلمام بعلوم الحاسب. والتي تتألف من: المعرفة بمعالجة اللغات الطبيعية ( بالإنجليزية NLP والتي هي اختصارٌ لـ Natural Language processing)، والإلمام باللغويات الحاسوبية ( بالإنجليزية CL اختصاراً لـ Computational Linguistic) والجوانب التطبيقية الموجَّهةِ لها من جهة، بالإضافة إلى الاطِّلاع على الجوانب المنخفضة المستوى منها كالتشفير، وتقنية الخطابة من جهةٍ أخرى.
لاحِظ أنَّ هَذِهِ الجوانب الأساسيةَ لا تُعتبر عادةً ضِمن إطار المصطلحات المُتعلِّقة بهذا الموضوع مِثل معالجة اللُّغَة الطبيعية، واللُّغوياتِ الحاسوبية التطبيقية والتي تكون مُخالِفَةً للمترادفات القريبةِ منها. فمثلاً: بالنسبةِ للعديدِ من لُغات العالم الأقلُّ شُهرَة فإنَّ أُسُسَ تقنية اللغة تُزوِّد هذه المجتمعات بالخطوط وأنظمة لوحات المفاتيح التي تُمكنهم من الكتابةِ بلغتهم على أجهزة الحواسيب والهواتف المحمولة.

## بعض تطبيقات تقنية اللغة
تعتمد تقنية اللغة على نِتاج 40 عامًا من البحث في
مُعالجة اللغة الطبيعية والذكاء الاصطناعي لدعم العديد من التطبيقات مثل:
- أنظمة حوار اللغات المنطوقة:

هذه الأنظمة تُمكنِّك من التحدث إلى جهاز الكمبيوتر عبر الهاتف من أجل إجراء بعض المعاملات أو بعض مهمات طلبات البحث عن المعلومات. فمثلا: يُمكنك الاتصال بالهاتف والتحدث إلى آلة من أجل شراء
أو بيع الأسهم والأوراق المالية ، أو للحصول على إرشادات الطرق المؤدية من مدينة إلى أخرى.
- أنظمة الردِّ على الأسئلة:

أصبحت محرِّكات البحث جاهزةً لتكون أكثر ذكاءً
إذ باستطاعة أنظمة شبكة الإنترنت استخدام تقنيات معالجة اللغات الطبيعية من أجل فَهمٍ أفضل للمعلومات التي تبحث عنها ، بل وبإمكان محرك اللغات الطبيعية أن يزودك بالكثير من الإجابات المناسبة لك وبدقة.
- الترجمة الآلية:

تأخذ تقنية الترجمة الآلية مستندًا واحدًا للغة معينة وتترجمها إلى لغة أخرى في مستندٍ مختلف. عندما تتصفح الإنترنت فإنك تلاحظ وتقرأ صفحاتٍ بلغات أنت لا تفهمها مطلقا ولكن من الممكن أيضًا عبر هذه التقنية تطوير تطبيقات يمكنها ترجمة مثل اللغات التي نتحدث بها لتسهيل فهمها أكثر.